# Нови Фили
Нови Фили (грч. Νέα Φυλή, Неа Фили) је насељено место у општини Амфипољ у периферији Средишња Македонија, Грчка. Према попису из 2021. године било је 114 становника.
Насеље је подигнуто 1923. године где су насељене грчке избегличке породице, којих је на попису из 1928. године било 194.